# Média vidéoludique
Le terme de média vidéoludique désigne l'ensemble des médias consacrés au jeu vidéo, incluant des magazines, des émissions, des chaînes de télévision ou des sites web.

## Histoire

### Presse et magazines
Le premier magazine de presse consacré à l'industrie des jeux d'arcade, et plus particulièrement l'industrie du jeu vidéo, est le magazine Play Meter, publié pour la première fois en 1974. Les magazines orientés jeux vidéo ont principalement émergés durant l'âge d'or des jeux d'arcade, peu après le succès du mythique Space Invaders commercialisé en 1978, ce qui a mené à de nombreux articles sur l'histoire des jeux vidéo par la suite diffusés à la télévision, et imprimés sur magazines et journaux. En Amérique du Nord, il existe une grille nommée Arcade Alley consacrée aux jeux vidéo dans le magazine Video commercialisé pour la première fois en 1978. En cette même période au Japon, les jeux vidéo sont évoqués pour la première fois dans des magazines pour ordinateur et mangas à la fin des années 1970. Le créateur de jeux vidéo Yuji Horii était autrefois rédacteur au magazine Weekly Shōnen Jump au début des années 1980.
Le premier magazine à être uniquement consacré aux jeux vidéo est Computer and Video Games dont le premier numéro a été commercialisé au Royaume-Uni en novembre 1981, soit deux semaines avant la publication du magazine Electronic Games aux États-Unis, créé par les rédacteurs d'Arcade Alley Bill Kunkel et Arnie Katz. À la même époque est lancé Computer Gaming World, qui fera longtemps figure de doyen de la presse vidéoludique. Au Japon, les premiers magazines uniquement orientés jeux vidéo sont publiés en 1982, à commencer par LOGiN d'ASCII, suivis par Comptiq de SoftBank et Kadokawa Shoten. Le premier magazine dédicacé aux consoles de jeux vidéo est Family Computer Magazine de Tokuma Shoten, publié en 1985. Ce magazine en a inspiré d'autres tels que Famitsu en 1986 et Nintendo Power en 1988.
En France, Tilt est le premier magazine consacré aux jeux vidéo : il paraît dès septembre 1982, et jusqu'en janvier 1994. Il faut attendre la rentrée 1987 pour voir apparaître un nouveau poids lourd de la presse PC : Generation 4 (raccourci en Gen4 à partir de 1998) paraît jusqu'en septembre 2004 et un dernier numéro publié uniquement sur le Net. Joystick lui emboîte le pas le 9 novembre 1988 : il paraît d'abord sous le nom de Joystick Hebdo, avant de passer mensuel en janvier 1990. D'autres magazines consacrés au jeu sur PC suivront dans les années 1990, comme PC Jeux, déclinaison du britannique PC Gamer, fondé en août 1997, mais ce sont surtout les magazines spécialisés « consoles » qui envahissent alors les rayonnages, comme Consoles + (au départ un hors-série de Tilt) et Joypad (créé par l'équipe de Joystick).
La décennie suivante voit l'apparition de Jeux vidéo Magazine (été 2000), qui s'impose rapidement comme le leader du secteur. Il sera suivi en novembre 2003 par Canard PC, lancé par des anciens de Joystick, et en mars 2009 par IG Magazine. À la suite de la liquidation judiciaire de M.E.R.7, prononcée par le Tribunal de commerce de Paris le 8 novembre 2012, Joystick, Micro Actuel, PC Jeux et Consoles + cessent leur parution. Cependant l'année 2013 est riche en nouvelles parutions, parmi lesquelles VideoGamer, JV : Sortons le Grand Jeu et Games Magazine.

### Sites Internet
Il est impossible de savoir réellement quel est le premier site Internet orienté jeux vidéo à être régulièrement mis à jour. À l'origine publié comme fanzine en avril 1992, le magazine Game Zero clame avoir lancé un site Internet en novembre 1994 avec des nouvelles régulièrement mises en ligne en avril 1995. le site Internet Game Zero se base sur le magazine bimensuel du même nom. Le site était régulièrement mis à jour entre 1994 et 1996. Une autre publication, Intelligent Gamer Online (« IG Online ») a été mise en ligne en avril 1995, et quotidiennement mis à jour malgré sa publication bimensuelle. Intelligent Gamer était auparavant mis en ligne avant la popularisation d'Internet. Game Zero Magazine cesse toute publication fin 1996 et conserve ses archives en-ligne,,.

### Télévision
En France :
- Game One, toujours en activité, est lancé en 1998, à la suite de C:, une chaîne de téléchargement de Canal Satellite.
- NoLife est lancé en 2007. Arrêt de la chaîne en 2018
- Des émissions de télévision ont été consacrées au jeu vidéo, comme Pixifoly, Micro Kid, Super défi, Télévisator 2, Micro Kid's et Cyber Flash.

Au Canada :
- M.Net,  une émission de télévision québécoise diffusée entre 1998 et 2014 sur MusiquePlus.

## Déontologie
Bien que les articles 8 et 9 de la Charte de Munich définissent avec précision les frontières entre journalisme et communication, les médias vidéoludiques sont critiqués pour maintenir des normes journalistiques laxistes. Les aperçus et tests de jeux en sont les domaines les plus controversés, ils sont au cœur de plusieurs problèmes d'ordre éthique dans les domaines suivants :
Conflit d'intérêts
Couvrir un jeu vidéo après avoir été invité à une « journée presse » luxueuse, ou bien obtenir des recettes publicitaires de l'éditeur chargé de promouvoir ce même jeu sont des faits courants et souvent suspectés.
Les tests et aperçus rédigés par les magazines dits officiels des différents constructeurs de consoles, Nintendo Power, PlayStation: The Official Magazine ou encore Official Xbox Magazine, possèdent tous des liens financiers directs avec leurs titulaires respectifs et se trouvent généralement dans des positions similaires. Les éditeurs sont connus pour retenir des ressources ou couper la publicité des rédactions qui ne respectent pas leurs souhaits ou ne présentent pas leur jeu sous un beau jour.
Temps passé sur le jeu
Contrairement aux médias linéaires, se faire une idée complète d'un jeu peut exiger beaucoup plus de temps que celui estimé entre son début et sa fin. Ce qui est notamment le cas pour les jeux vidéo de rôle, certains pouvant durer des centaines d'heures. Les médias vidéoludiques doivent donc composer avec la rédaction d'un test en temps opportun et parcourir suffisamment le jeu pour le critiquer de manière fiable.
Un exemple connu de minimisation est publié dans la bande dessinée Penny Arcade en septembre 2006 : il y est disséqué un test portant sur le jeu Enchanted Arms, la bande dessinée, entre autres conclusions, en déduit que le testeur avait à peine joué trois heures sur les cinquante qu'en requiert le jeu pour se forger une opinion. Cette conclusion est plus tard réfutée par la revue en question, citant la preuve de l'achèvement du jeu par son rédacteur.

## Controverses

### Gamergate
Le Gamergate est un mouvement de contestation au travers d'Internet (réseaux sociaux, blogs, sites d'information, site de vidéos, etc). Ceux qui se réclament du mouvement disent vouloir un débat sur l'éthique journalistique  et plus particulièrement les conflits d'intérêts entre les développeurs et les journalistes. Les opposants au mouvement affirment que le mouvement ne sert qu'à harceler les femmes journalistes du jeu vidéo et les développeuses, en particulier féministes.

### Doritos Gate
En novembre 2012, l'évènement surnommé Doritos Gate, parti d'Angleterre, remet en question l'indépendance des rédactions, y compris en France. L'affaire débute le 24 octobre avec la mise en ligne sur le site web Eurogamer de l'article « Une table de Doritos » dans lequel l'attitude et la corruption des journalistes de jeu vidéo sont dénoncées,.
Une capture d'écran du journaliste canadien Geoff Keighley le montre assis à côté d'un paquet de Doritos, une marque de chips, disposé devant plusieurs bouteilles du soda Mountain Dew, ostensiblement posé sur un siège à côté duquel le journaliste présente une critique de Halo 4, dont l'affiche montre tout aussi ostensiblement son partenariat avec la marque. La mise en avant de produits n'ayant aucun rapport avec le contenu du jeu, associée au regard vide du journaliste, est rapidement tournée en dérision. Selon l'auteur de l'article, le chroniqueur Robert Florence, cette image est surtout un symbole de l'état de la presse du jeu vidéo. Ce dernier, en décrivant la scène pose alors la question : « Combien de journalistes de jeux vidéo sont assis derrière cette table ? ». Le chroniqueur se concentre alors sur les Games Media Awards, une cérémonie anglaise qui récompense les « meilleurs » journalistes de jeux vidéo. Au cours de l'événement, un concours pour gagner une PlayStation 3 y est organisé, il suffit pour cela d'afficher un message promotionnel sur son compte Twitter.
Florence cite dans sa chronique, Lauren Wainwright, une journaliste du quotidien The Sun, qui dévoile l’existence du concours sur Twitter lorsqu'elle dépose un tweet vantant le jeu Tomb Raider tout en expliquant qu’elle ne voit aucun problème à ce que les journalistes participent au concours. S'estimant prise pour cible, Lauren Wainwright menace Eurogamer de poursuites et exige le retrait du passage où son nom est cité. Le site s’exécute et modifie l'article de Robert Florence, ce qui provoque le départ de ce dernier.
Des internautes s’intéressent à l'affaire et découvrent une ancienne biographie de Lauren Wainwright mentionnant que la journaliste a travaillé pour Square Enix. La rédactrice ayant couvert et testé des titres édités par Square Enix, cette proximité entre journalistes et services de presse des éditeurs enflamme les forums de discussion. En réaction, plusieurs sites britanniques comme VG247 et Eurogamer publient une charte pour clarifier les relations qu'ils ont avec les éditeurs. Robert Florence s'est par la suite exprimé en regrettant le lynchage subi par Lauren et en invitant les joueurs à se concentrer sur les travers du système plutôt que sur une personne en particulier.

#### Propagation en France
Très peu relayée en France, l'affaire y est relancée avec la mise en ligne d'un test de Call of Duty: Black Ops II sur la version française du site Eurogamer. Le rédacteur du test, Julien Chevron, avait auparavant travaillé pendant plus de sept ans comme manager aux relations publiques pour l'éditeur de ce jeu, Activision. Selon son profil LinkedIn, ce dernier annonce avoir réalisé pour l'éditeur les « deux plus importantes et imposantes campagnes RP du jeu vidéo en France avec Call of Duty: Modern Warfare 2 et Call of Duty: Black Ops, les deux plus gros lancements de l’histoire dans le domaine du divertissement en France et dans le monde ».
En réaction aux nombreux messages de mécontentement des lecteurs du site, le rédacteur en chef assure à propos de Julien Chevron que « comme il ne travaille plus pour cet éditeur depuis 1 an, nous avons estimé qu'il n'y avait pas ou plus de conflit d'intérêts et qu'au contraire, sa connaissance du jeu lui permettrait d'en faire une meilleure évaluation ».

#### Réactions des rédactions françaises
Les principaux médias vidéoludiques français n'ont pour la plupart pas relayé l'affaire du Doritos Gate. Quelques-uns se sont toutefois exprimés sur les questions soulevées par l’événement.
Le magazine Joystick est l'un des premiers à rapporter les faits, dans son numéro 260. Après avoir résumé l'article de Rob Florence, un de ses rédacteurs se questionne sur la possibilité d'effectuer, malgré tout, son métier « convenablement », rappelant de récentes mauvaises notes attribuées à des jeux qui avaient pourtant bénéficié de publicité au sein de la publication. Il affirme cependant ne pas vouloir « donner de leçons d'éthique », soulignant « qu'aucun média, et pas plus Joystick qu'un autre, ne peut prétendre être un absolu modèle de vertu ». Le rédacteur souligne que refuser jeux gratuits et voyages de presse obligerait la profession à imaginer « une nouvelle presse, sans previews, peu ou pas d'interviews, et des jeux testés des semaines après leur sortie », une perspective qu'il juge « intéressante ». Il qualifie en outre de « rêve de journaliste » un monde où il serait possible de traiter directement avec les développeurs, sans passer par les éditeurs.
La rédaction de Canard PC se dit surprise par la réaction de ses lecteurs et pointe du doigt celle de ses confrères qu'elle juge hypocrite. Le magazine revient longuement sur les relations qui existent entre journalistes et attachés de presse. Il mentionne ainsi les « avantages en nature » dont peuvent jouir les rédactions, et plus particulièrement les voyages payés par les constructeurs pour la présentation de produits dans des hôtels parfois luxueux. La revue estime que les attachés de presse ne font qu'utiliser des outils mis à leur disposition afin que les journalistes se sentent redevables, et considère qu'il appartient aux journalistes seuls de maintenir leur indépendance éditoriale. Canard PC conclut que les constructeurs ne peuvent être blâmés dans cette tentation de pousser plus loin leurs pratiques visant à intégrer les rédactions s'il n’y a aucune opposition en face.
Frédéric Fau, rédacteur en chef de Jeuxvideo.com, estime sa rédaction être éloignée de ce milieu : « On a suivi le Doritos Gate, bien sûr, mais on est basé à Aurillac, du coup, on est un peu loin du milieu parisien pour avoir des relations de proximité », admettant toutefois des liens compliqués avec les éditeurs : « On est dépendant des éditeurs au niveau rédactionnel, car ce sont eux qui nous fournissent l’info, et on est aussi dépendant d’eux au niveau financier, car ce sont les principaux annonceurs ». Ce dernier considère les mesures prises par ses confrères anglais comme « ridicules », et justifie sa pensée : « Ce genre de charte n’est respectée que lorsqu’il n’y a aucun problème. Pour moi, ce qui compte, c’est que le journaliste qui teste un jeu soit impartial ».
Gaël Fouquet, rédacteur en chef de Gamekult, juge le procédé au sein de sa rédaction : « On fait vraiment notre maximum pour garantir la plus grande indépendance possible, mais on est aussi obligé, dans une certaine mesure, de rentrer dans le jeu des éditeurs. Si on ne fait pas certains voyages de presse, si on n’assiste pas à certains événements, c’est pénalisant pour l’info - et pour notre audience ». Le rédacteur explique avoir essayé de varier et termine son introspection en concluant : « Ça m’énerve de devoir être dans ce système, mais c’est ce que semble vouloir le public ».

### Mélange des genres
L'exemple de Julien Chièze, cofondateur du site Gameblog, alors l'invité d'une émission radio pour parler du titre Deus Ex: Human Revolution, tout en étant à la présentation officielle du jeu le jour même contre rémunération de l'éditeur, met en évidence la frontière souvent mince qui définit les différents acteurs des médias vidéoludiques. Ne possédant pas de carte de presse, ce dernier n'est pas soumis à l'article L. 7111-6 du code du travail qui établit une incompatibilité en ce qui concerne les agents de publicité et le métier de journaliste.